# Петър Петров (вицеадмирал)
Вижте пояснителната страница за други личности с името Петър Петров.
 Тази статия е за вицеадмирала.  За бригадния адмирал вижте Петър Петров (бригаден адмирал).  
Петър Панчев Петров е български офицер, вицеадмирал и политик от БСП.

## Биография
Роден е на 22 август 1950 г. в с. Дуранкулак. Завършва Висшето военноморско училище във Варна през 1974 г., а след това и Военноморската академия „Адмирал Кузнецов“ в Русия. По-късно изкарва генералщабен курс във Военната академия в София и курс във Военния езиков институт в САЩ.
На 5 юни 1996 г. е назначен за началник на управление „Оперативна подготовка и управление на силите“ в Главния щаб на Военноморските сили. На 19 август 1996 г. е освободен от длъжността началник на управление „Оперативна подготовка и управление на силите“ и назначен за заместник-началник на ГЩ на БА по Военноморските сили, считано от 1 септември 1996 г. На 22 април 1997 г. е удостоен с висше военно звание контраадмирал (с една звезда). На 1 септември 1997 г. е освободен от длъжността заместник-началник на Генералния щаб на Българската армия по Военноморските сили и назначен за заместник-началник на Генералния щаб на Българската армия.
На 6 май 1998 г. е освободен от длъжността заместник-началник на Генералния щаб и назначен за началник на Главния щаб на Военноморските сили, считано от 7 май 1998 г. На 3 май 2000 г. е удостоен с висше военно звание вицеадмирал (с две звезди).
На 7 юли 2000 г. по повод изменение в закона с нови висши военни звания, е удостоен с висше военно звание вицеадмирал (с три звезди). 
На 6 юни 2002 г. е освободен от длъжността началник на Главния щаб на Военноморските сили и назначен за първи заместник-началник на Генералния щаб на Българската армия.
На 4 май 2005 г. е преназначен за първи заместник-началник на Генералния щаб на Българската армия.
На 25 април 2006 г. е назначен за главен инспектор на Министерството на отбраната, считано от 1 юни 2006 г. На 6 май 2006 г. е награден с орден „За военна заслуга“ първа степен за големите му заслуги за развитието и укрепването на Българската армия, за проявен професионализъм при организирането и успешното участие на подразделения и военнослужещи от Българската армия в мироопазващи, миротворчески и хуманитарни операции в различни райони по света, за дългогодишна и безупречна служба в Българската армия и принос за поддържане на националната сигурност на Република България.
Излиза в запаса на 23 юни 2009 г. като главен инспектор на министерството на отбраната
Същата година се кандидатира за депутат от Варна, но не успява да влезе в парламента. През 2013 г. е предложен за областен управител на Варна от БСП, но предложението не е прието от него.
Снет на 22 август 2013 г. от запас поради навършване на пределната възраст за генерали – 63 г.
През февруари 2017 г. отказва назначение за заместник областен управител на Варна от правителството на Огнян Герджиков.

## Военни звания
- Контраадмирал с 1 звезда (22 април 1997)
- Вицеадмирал с 2 звезди (3 май 2000)
- Вицеадмирал с 3 звезди (7 юли 2000)